# 레치
레치(Wretch, 중국어: 無名小站; 병음: wúmíng xiǎo zhàn)는 대만 커뮤니티 웹사이트였다. 중국어로 그 이름은 이름없는 작은 사이트를 의미한다.
레치는 무료 사진 앨범 및 블로그 호스팅 서비스를 제공했다. 영어를 포함한 4개 국어가 가능했다. 보다 광범위한 VIP 버전이 제공되었다.
Compete.com 조사에 따르면 wretch.cc 도메인은 2008년까지 매년 최소 4백만 명의 방문자를 유치했다.
2007년 7월 야후는 레치를 2,200만 달러에 인수했다. 이 인수는 키모(Kimo) 이후로 야후의 대만 최대 인수가 되었다.
Wretch.cc는 2007년 8월부터 중화인민공화국의 인터넷 검열에 의해 차단되었다.
2013년 8월 30일, 야후는 레치가 야후!와 함께 12월 26일에 문을 닫을 것이라고 발표했다.
야후는 레치용 iOS 모바일 앱을 출시했다.